# Henri Dauvergne
Ne doit pas être confondu avec Henry Dauvergne.
Henri Dauvergne, né Henry Louis Gilbert Dauvergne le 16 août 1836 à Gannat où il est mort en 1920, est un explorateur et naturaliste français.

## Biographie
Arrivé au Cachemire en 1865 comme chargé d'affaires de la Compagnie des Indes, il s'installe à Srinagar où il devient le Directeur d'une fabrique de tapis.
Henri Dauvergne a parcouru toutes les hautes montagnes du Pamir et de l'Hindou-Kouch pour le développement de ses affaires.
Dès 1885 il voyage ainsi à trois reprises à Yarkand et franchit le Karakoram. Il visite aussi le Ferghana sous domination russe et le Tibet occidental. En 1889, il entreprend un grand périple à travers le Karakoram au départ de Srinagar (22 juin 1889). Il se rend alors à Leh, capitale du Ladakh appelé aussi « Petit Tibet », pour y organiser une caravane composée de quatre guides locaux, de dix chevaux et de yaks pour le transport.
Le 23 juin, il franchit le col du Kardong à 5 400 m d'altitude, puis se lance dans la chaîne du Sasser et son col du Sasser (5 490 m) extrêmement dangereux. Il passe ensuite le col du Karakoram (5 630 m) beaucoup plus facile que le précédent où Dauvergne établit un mazar, sorte de cairn, à la mémoire de son ami Andrew Dalgleish (en) qui y fut assassiné en mars 1888.
Après le col de Sooget où l'on rencontre des amis nomades rencontrés dans un voyage précédent, qui fournissent à la caravane quelques approvisionnements, la Karakash est atteinte. Dauvergne passe ensuite le col de Qilian à 5 320 m puis franchit la chaîne des Kouen-Lun et entre en Chine.
A Namelong, Henri Dauvergne décide de suivre un itinéraire à l'ouest, mal connu, pour se rendre à Yarkand. Il longe alors le nord des Kouen-Lun, franchit le Zeravchan puis le difficile col Kilik à 5 500 m d'altitude et, par la vallée du Sarikol, atteint la forteresse de Tashkurgan.
Fin septembre, Dauvergne longe les glaciers du Mustagh où il chasse le bouquetin mais la saison étant déjà bien avancée, décide de regagner au plus vite le Cachemire. Il franchit sous la neige le col du Wakiji-Kul à 4 750 m, rejoint le Wakhan où l'émir de Kaboul fait bloquer la caravane et leur interdit le passage de l'Hindou-Kouch.
Sans autorisation, Dauvergne franchit alors le col de Broghol (en) (3 700 m) au nez des soldats et brigands afghans, remonte la vallée de Yarkhun, reconnait le lac Yashilkul, passe le col de Karambar et la rivière éponyme qui le conduit à Gilgit. Par le col de Rajdiangan (3 650 m, il prend le chemin du retour, visite Bandipur et revient enfin à Srinagar le 8 novembre 1889.
Lors de ce voyage, Dauvergne découvre :
- qu'il existe une chaîne parallèle au Kouen-Lun,
- les sources de l'Amou-Daria dans un glacier de l'Hindou-Kouch au nord-ouest du col de Kilik.
- que la rivière de Karumber sort du lac d'Ishky-Kul
- que la rivière Toung est un affluent du Zeravchan et non du Tagdumbash
- qu'à l'inverse de ce qu'affirment les cartes britanniques, la vallée et le col de Karumber sont praticables.

L'expédition d'Henri Dauvergne s'avère un important exploit sportif. En six mois, il a parcouru plus de 2 500 km, traversé douze rivières importantes dont trente fois le Karumber, franchi vingt-sept cols dont le Karakoram.
En septembre 1890, Dauvergne est à Srinagar où séjournèrent St. George Littledale et son épouse qui le rencontrèrent.
Isabelle Massieu le rencontre lors de son séjour au Ladakh en 1894, Dauvergne l'accompagne au monastère d'Hémis.
Membre de la Société de géographie depuis 1882, il est mort en 1920.
Jules Verne le mentionne à diverses reprises dans son roman Claudius Bombarnac où il le nomme « D'Auvergne ».

## Publications
- Voyage aux Bas Kouen-Louen et aux sources de l'Oxus, Bulletin de la Société de Géographie, 1889, (Paris).
- Exploration dans l'Asie centrale, Bulletin de la Société de géographie, 1892, p. 5-40 (dont une carte)